# 유위와 무위
불교에는 일체법(一切法) 또는 제법(諸法)을 분류하는 여러 방식이 있는데, 그 중에는 크게 유위법(有爲法)과 무위법(無爲法)의 두 가지로 분류하는 방식이 있다. 이 분류 방식은 일체법을 크게 유루법(有漏法)과 무루법(無漏法)의 두 가지로 분류하는 방식과 더불어 불교 전반에서 널리 사용되는 분류법이다.
유위(有爲, 산스크리트어: saṃskrta,  팔리어: savkhata, 영어: created, formed, conditioned)에서 위(爲)는 위작(爲作) · 조작(造作: 만들다)의 뜻으로, 유위는 만들어진 것, 조작된 것, 다수의 요소가 함께 작용된 것, 여러 인연이 함께 모여서 지은 것, 인연으로 말미암아 조작되는 모든 현상을 가리킨다. 또는 이렇게 하여 드러난 생성과 소멸의 세계, 즉 우리가 경험하는 현상의 세계를 뜻한다. 유위법(有爲法, 산스크리트어: sajskrta-dharma, 영어: Karmic existence, conditioned existence)은 유위(有爲)의 세계, 즉, 여러 인연의 화합에 의해 만들어진 생성과 소멸의 현상세계의 모든 개별 존재(법·法)를 통칭한다. 또는 그러한 개별 존재(법·法)를 가리킨다.
무위(無爲, 산스크리트어: asaṃskrta, 팔리어: asavkhata, 영어: uncreated, unformed, unconditioned)는 조작(造作: 만들다)의 뜻이 없는 것으로 유위의 대(對)가 되며, 조작되지 않은 세계, 즉 인연의 화합에 의해 만들어진 것이 아닌 세계, 즉 생멸변화를 떠난 절대적이며 항상 존재하는 진리 또는 진리의 세계를 뜻한다. 무위법(無爲法, 산스크리트어: asaṃskrta-dharma, 영어: non-Karmic existence, unconditioned existence)은 무위의 세계, 즉 인연의 화합에 의해 만들어진 것이 아닌 진리의 세계의 모든 개별 존재(법·法)를 통칭한다. 또는 그러한 개별 존재(법·法)를 가리킨다. 원래 무위 혹은 무위법은 열반(涅槃)의 다른 명칭이었는데, 후대의 아비달마불교와 대승불교에 의해 3무위(三無爲), 6무위(六無爲), 9무위(九無爲) 등의 설이 생겼다.

## 유위의 다른 이름
설일체유부의 논사들인 비바사사(毘婆沙師)의 전통에 따르면, 5온(五蘊) · 세로(世路) · 언의(言依) · 유리(有離) · 유사(有事)는 모두 유위(有爲)의 다른 이름들로, 각각 유위법의 한 측면을 보여준다. 5온(五蘊)은 법의 공간적 측면 즉 법체계를, 세로(世路)는 법의 시간적 측면을, 언의(言依)는 법의 언어적 측면 즉 설법과 논의 가능성을, 유리(有離)는 법의 열반과의 관계의 측면 즉 진리의 측면을, 유사(有事)는 법의 인과법칙적 현상의 측면을 보여준다.

### 오온
설일체유부에서는 유위법을 또한 5온(五蘊, 팔리어: pañca khandha, 산스크리트어: pañca-skandha)이라고도 한다. 설일체유부에 따르면,
5온, 즉 색(色: 몸, 물질) · 수(受: 지각) · 상(想: 표상) · 행(行: 욕구, 의지) · 식(識: 마음, 의식)의 다섯 가지 법[五法]은 여러 인연이 모여서 함께 만든 것, 즉 조작(造作)된 것이기 때문에 이들은 모두 유위(有爲)이다. 즉, 개인의 몸(색온)뿐만 아니라 마음(식온)과 마음작용들(수온 · 상온 · 행온) 또한 한 개의 연(緣)에 의해 생겨난 것은 없으며 다수의 연[衆緣]에 의해 조작되어 형성된 것이다.

### 세로·시간
설일체유부에서는 유위법을 또한 세로(世路, 산스크리트어: adhvan)라고도 한다. 세로는 일체의 유위법이 이미 작용하였고, 지금 바로 작용하고 있으며, 응당 작용할 성질을 가지고 있다는 뜻으로, 즉 일체의 유위법이 찰나찰나 생멸변천하면서 과거 · 현재 · 미래의 모습을 이루어가는 과정(過程) 또는 경로(經路) 중에 있다는 것을 말한다.
설일체유부의 교학에 따르면, 시간(時間, kāla) 즉 과거 · 현재 · 미래의 삼세는 법(法), 즉 객관적으로 독립된 실체가 아니며 생멸변천하는 일체의 유위법을 근거로 하여 가설(假說)된 개념일 뿐이다. 시간이란 생멸변천의 과정 또는 경로를 가설적으로 지칭하는 것으로, 따라서 시간은 세로(世路)와 유위(有爲)의 다른 이름일 뿐이다.

### 언의
설일체유부에서는 유위법을 또한 언의(言依, 산스크리트어: kathavastu)라고도 한다. 언의(言依)는 말[語言]의 근거[所依]라는 뜻으로, 책상 혹은 하늘과 같은 명사적 단어[名, 산스크리트어: nāma, 영어: name]에 의해 드러나는 의미를 말한다. 즉 책상 혹은 하늘 등의 온갖 명사 그 자체를 말하는 것이 아니라 이들 온갖 명사가 가리키는 존재(법)를 말한다. 따라서 언의(言依: 말의 근거)는 일체의 유위제법(有爲諸法)을 모두 포섭한다.
한편, 전통적인 용어로는, 명사 그 자체를 능전의 명(能詮의 名)이라 하며,  명사가 가리키는 존재(법)을 소전의 법(所詮의 法)이라 한다. 능전의 명(能詮의 名)을 수설(隨說)이라고도 하며, 수설을 번역하여 따르는 말이라고도 한다.
《해심밀경》 제5권에서는 관대도리(觀待道理)를 정의하면서 수설(隨說)을 언급하는데, 인(因)이나 혹은 연(緣)이 능히 모든 행(行: 유위법)을 생겨나게 하며 또한 해당 행(行: 유위법)에 따르는 말[隨說] 즉 관련된 개념도 일으키는 것을 관대도리라 정의하고 있다.

### 유리
설일체유부에서는 유위법을 또한 유리(有離, 산스크리트어: saniḥsara)라고도 한다. 문자 그대로의 뜻은 '떠남이 있다'는 것이다. 비바사사의 해석에 따르면, 리(離)는 일체의 유위법을 영원히 떠나는 것을 의미하는 것으로 이것은 곧 열반(涅槃)을 말한다. 즉 각각의 유위법에는 이와 같이 '그것으로부터 영원히 떠남[離]'의 의미가 들어있기[有] 때문에, 일체의 유위법을 유리(有離)라고도 이름할 수 있다. 즉, 유리(有離)라는 다른 이름은 모든 유위법은 반드시 그것을 떠난 멸(또는 택멸, 열반)의 상태가 있으며, 그 상태를 성취할 수 있다는 것을 말한다.

### 유사
설일체유부에서는 유위법을 또한 유사(有事, 산스크리트어: savastuka)라고도 한다. 문자 그대로의 뜻은 "일[事]이 있다"는 것이다. 비바사사의 해석에 따르면, 사(事)는 원인[因]을 의미한다. 즉, 일체의 유위법은 인과의 법칙의 결과물, 즉 인연 화합에 의해 만들어진 결과물이므로 유사(有事)라 부르기도 한다.

## 유·무위 분별

### 사성제
사성제를 유위(有爲)와 무위(無爲)로 분별하면, 멸제만이 무위이며 나머지 고제 · 집제 · 도제는 모두 유위이다.
한편, 일체법을 유루(有漏)와 무루(無漏)로 분류하는 방식이 있는데, 이를 적용하면 고제 · 집제는 유루이고 도제 · 멸제는 무루이다.
따라서, 고제 · 집제는 유위이고 유루이며, 멸제는 무위이고 무루이며, 도제는 유위이고 무루이다. 불교에서는, 무위이고 무루인 멸제, 즉 열반은 유위이고 무루인 도제에 의해 생겨나는 것, 즉 인연 화합에 의해 생성되는 것이 아니라 유위이고 무루인 도제에 의해 증득(證得)되는 것이라고 말한다.

### 오온
색 · 수 · 상 · 행 · 식의 5온은 모두 유위법에 속하며, 무루법과 유루법에 모두 통한다. 무위법은 5온에 속하지 않는다.
5온이 무루법에 통한 경우가 사성제 중의 도제로, 도제 즉 팔정도(八正道)는 유위이면서 무루이다. 5온이 유루법에 통한 경우 5온은 번뇌를 낳는데, 이러한 상태의 5온을 특히 5취온(五取蘊)이라 한다. 이 때의 취(取)는 번뇌의 다른 이름이다. 5취온은 유위이면서 유루로, 사성제의 고제와 집제에 해당한다.

## 같이 보기
- 불생불멸
- 현상
- 진리
- 5온
- 5위 75법
- 5위 100법

## 참고 문헌
- 이 문서에는 다음커뮤니케이션(현 카카오)에서 GFDL 또는 CC-SA 라이선스로 배포한 글로벌 세계대백과사전의 내용을 기초로 작성된 글이 포함되어 있습니다.
- 권오민 (2003). 《아비달마불교》. 민족사.
- 운허.  동국역경원 편집, 편집. 《불교 사전》. 2016년 3월 6일에 원본 문서에서 보존된 문서. 2012년 9월 7일에 확인함.
- 세친 지음, 현장 한역, 권오민 번역. 《아비달마구사론》. 한글대장경 검색시스템 - 전자불전연구소 / 동국역경원.[깨진 링크(과거 내용 찾기)]
- 현장 한역, 김달진 번역 (K.154, T.676). 《해심밀경》. 한글대장경 검색시스템 - 전자불전연구소 / 동국역경원. K.154(10-709), T.676(16-688). [깨진 링크(과거 내용 찾기)]
- (중국어) 星雲. 《佛光大辭典(불광대사전)》 3판. 2011년 3월 19일에 원본 문서에서 보존된 문서. 2011년 3월 19일에 확인함.
- (중국어) 세친 조; 현장 한역 (T.1558). 《아비달마구사론(阿毘達磨俱舍論)》. 대정신수대장경. T29, No. 1558, CBETA. 2014년 3월 17일에 원본 문서에서 보존된 문서. 2012년 12월 27일에 확인함.
- (중국어) 현장 한역 (T.1563). 《해심밀경(解深蜜經)》. 대정신수대장경. T16, No. 676, CBETA. [깨진 링크(과거 내용 찾기)]